# 佩尔格县

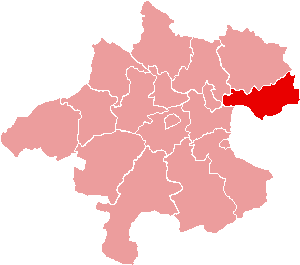
佩尔格县在上奥地利州的位置

佩尔格县（德語：Bezirk Perg）是奥地利上奥地利州所辖的一个县。总面积611.9平方公里，总人口63955，人口密度105人/平方公里（2001年）。行政中心位于佩尔格。

## 行政区域
佩尔格县辖有26个市镇。